# Langkasuka
Langkasuka (langkha sànscrit per "terra resplendent" -sukkha per "felicitat") va ser un antic regne malaiohindu situat a la península de Malaca. Una altra possible font del seu nom podria ser la combinació de (-langkha sànscrit per "terra resplendent" – i Asoka en tribut al llegendari rei guerrer hindu-mauryan que amb el temps es va convertir en un pacifista després d'abraçar els ideals defensats pel budisme), els antics regnes de l'Istme de Malaca – Langkasuka havent estat un d'ells – considerat per alguns estudiosos d'haver estat els primers estats fundats o reconstruïts per emissaris o descendents d'Asoka de Magadha a l'Índia.
Aquest regne, juntament amb l'Antic Kedah són probablement un dels primers regnes fundats en la península de Malaca. Segons amb la tradició de la fundació del regne que va ocórrer en el segle ii. Les llegendes malaies afirmen que Langkasuka va ser fundat a Kedah, i més tard es va traslladar a Pattani.

## Registres

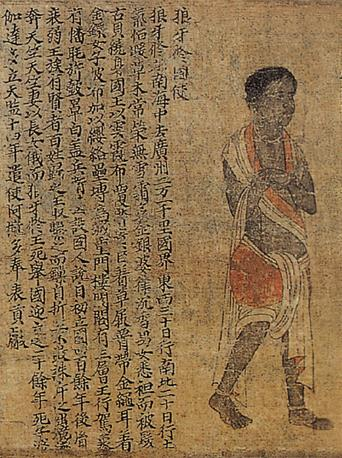
Detalls d'una pintura xinesa mostrant un emisari de Langkasuka. Una còpia de la Dinastia Song d'una pintura de la Dinastia Liang datada de 526-539.

Els registres històrics són escassaos, però un registre xinès de la Dinastia Liang (al voltant el 500 EC) es refereix al regne de "Lang-ya-xiu" (xinès tradicional: 狼牙脩, xinès simplificat: 狼牙脩) com sent fundat en el segle primer. Com és descrit en les cròniques xineses, Langkasuka tenia una distància d'un viatge de trenta dies des de l'est fins a l'oest, i de vint dies de nord a sud, 24.000 li de distància des de Guangzhou.